# Transactions of the Institute of Measurement and Control
Transactions of the Institute of Measurement and Control is een internationaal, aan collegiale toetsing onderworpen wetenschappelijk tijdschrift op het gebied van de regeltechniek. De naam wordt in literatuurverwijzingen meestal afgekort tot Trans. Inst. Meas. Contr. Het wordt uitgegeven door SAGE Publications en verschijnt 8 keer per jaar. Het eerste nummer verscheen in 1979.